# Campionati europei giovanili di nuoto 2001
I XXVIII Campionati europei giovanili di nuoto e tuffi si sono disputati nella sede di La Valletta per il nuoto e per i tuffi dal 5 luglio al 12 luglio 2001.
Hanno partecipato alla manifestazione le federazioni iscritte alla LEN; questi i criteri di ammissione:
- le nuotatrici di 15 e 16 anni (1986 e 1985), i nuotatori di 17 e 18 (1984 e 1983)
- le tuffatrici e i tuffatori di 16, 17 e 18 anni (1985, 1984 e 1983) per la categoria "A"; Le ragazze e i ragazzi di 14 e 15 anni (1987 e 1986) per la categoria "B".

Anche per le donne entra in programma la gara di tuffi sincronizzati.

## Podi

### Uomini
| Evento               | Oro                                                                        | Tempo    | Argento                                                                     | Tempo    | Bronzo                                                              | Tempo    |
| Stile libero         |                                                                            |          |                                                                             |          |                                                                     |          |
| 50 m                 | Duje Draganja                                                              | 23"05    | Germain Cayette                                                             | 23"34    | Benjamin Friedrich                                                  | 23"49    |
| 100 m                | Duje Draganja                                                              | 49"95    | Maxim Skrynnikov                                                            | 51"11    | Martin Skacha                                                       | 51"52    |
| 200 m                | Denis Rodkin                                                               | 1'51"77  | Olaf Wildeboer                                                              | 1'51"91  | Paul Alain Kersale                                                  | 1'52"01  |
| 400 m                | Jurij Prilukov                                                             | 3'57"33  | Philipp Möller                                                              | 3'58"17  | Andreas Zisimos                                                     | 3'58"50  |
| 1500 m               | Guy Noël Schmitt                                                           | 15'30"40 | Javier Núñez Molano                                                         | 15'39"75 | Andreas Zisimos                                                     | 15'41"90 |
| Dorso                |                                                                            |          |                                                                             |          |                                                                     |          |
| 50 m                 | Viktor Bodrogi                                                             | 26"19    | Pavlo Illichov                                                              | 26"81    | Flori Lang                                                          | 26"84    |
| 100 m                | Viktor Bodrogi                                                             | 56"03    | Andriy Oleynyk                                                              | 57"23    | Enrico Catalano                                                     | 57"38    |
| 200 m                | Viktor Bodrogi                                                             | 1'59"29  | Andriy Oleynyk                                                              | 2'03"56  | Arkadij Vjatčanin                                                   | 2'03"98  |
| Rana                 |                                                                            |          |                                                                             |          |                                                                     |          |
| 50 m                 | Sergei Liubinov                                                            | 29"25    | Matjaž Markič                                                               | 29"29    | Jon Oddur Sigurdsson                                                | 29"44    |
| 100 m                | Thijs van Valkengoed                                                       | 1'03"67  | Sergei Liubinov                                                             | 1'04"16  | Jan Papenbrock                                                      | 1'04"57  |
| 200 m                | Thijs van Valkengoed                                                       | 2'16"01  | Aleksei Tiurin                                                              | 2'17"44  | Vladimir Labzin                                                     | 2'17"72  |
| Farfalla             |                                                                            |          |                                                                             |          |                                                                     |          |
| 50 m                 | Duje Draganja                                                              | 24"58    | Milorad Čavić                                                               | 24"66    | Serhiy Advena                                                       | 24"85    |
| 100 m                | Milorad Čavić                                                              | 54"18    | Serhiy Advena                                                               | 54"66    | Leif-Marten Krueger                                                 | 54"86    |
| 200 m                | Ioannis Drymonakos                                                         | 1'59"51  | Viktor Bodrogi                                                              | 1'59"75  | Serhiy Advena                                                       | 2'01"65  |
| Misti                |                                                                            |          |                                                                             |          |                                                                     |          |
| 200 m                | James Goddard                                                              | 2'02"66  | Nick van den Zandt                                                          | 2'04"53  | Igor' Berezuckij                                                    | 2'05"44  |
| 400 m                | James Goddard                                                              | 4'19"30  | Pierre Henri                                                                | 4'21"39  | Vasilios Demetis                                                    | 4'22"32  |
| Staffette            |                                                                            |          |                                                                             |          |                                                                     |          |
| 4x100 m stile libero | GermaniaHelge Meeuw Thomas Rueter Robert Welzl Leif Marten Krüger          | 3'26"68  | FranciaGrégory Mallet Germain Cayette Clement Vanhack Paul Alain Kersale    | 3'27"05  | RussiaEvgeny Korotyshkin Iuri Ufimtsev Taras Kit Maksim Skrynnikov  | 3'28"37  |
| 4x200 m stile libero | FranciaPaul Alain Kersale Matthieu Madelaine Pierre Henri Guy Noël Schmitt | 7'31"15  | GermaniaRobert Welzl Thomas Rueter Helge Meeuw Philipp Möller               | 7'31"72  | RussiaIgor' Berezuckij Jurij Ufimtsev Jurij Prilukov Denis Rodkin   | 7'31"91  |
| 4x100 m misti        | UngheriaViktor Bodrogi Mate Humor Gergely Meszaros Mate Bunda              | 3'46"17  | RussiaArkadij Vjatčanin Sergei Liubimov Nikolay Skvortsov Maksim Skrynnikov | 3'48"18  | GermaniaHelge Meeuw Jan Papenbrock Leif Marten Krüger Thomas Rueter | 3'48"81  |

### Donne
| Evento               | Oro                                                                        | Tempo   | Argento                                                                                          | Tempo   | Bronzo                                                                         | Tempo   |
| Stile libero         |                                                                            |         |                                                                                                  |         |                                                                                |         |
| 50 m                 | Aljaksandra Herasimenja                                                    | 25"53   | Agata Korc                                                                                       | 25"84   | Cristina Tatar                                                                 | 26"18   |
| 100 m                | Aljaksandra Herasimenja                                                    | 56"92   | Agata Korc                                                                                       | 57"33   | Celina Lemmen                                                                  | 57"47   |
| 200 m                | Zoi Dimoschaki                                                             | 2'01"94 | Celina Lemmen                                                                                    | 2'03"27 | Ekaterina Nasyrova                                                             | 2'03"76 |
| 400 m                | Zoi Dimoschaki                                                             | 4'11"59 | Éva Risztov                                                                                      | 4'16"17 | Ol'ga Beresneva                                                                | 4'16"43 |
| 800 m                | Éva Risztov                                                                | 8'43"37 | Ol'ga Beresneva                                                                                  | 8'43"78 | Daria Belyakina                                                                | 8'52"37 |
| Dorso                |                                                                            |         |                                                                                                  |         |                                                                                |         |
| 50 m                 | Aljaksandra Herasimenja                                                    | 29"55   | Laure Manaudou                                                                                   | 29"71   | Louise Ørnstedt                                                                | 30"02   |
| 100 m                | Louise Ørnstedt                                                            | 1'03"26 | Laure Manaudou                                                                                   | 1'03"66 | Iryna Amšennikova                                                              | 1'04"24 |
| 200 m                | Ekaterina Lopareva                                                         | 2'16"21 | Valentina Brat                                                                                   | 2'16"29 | Anja Carman                                                                    | 2'16"57 |
| Rana                 |                                                                            |         |                                                                                                  |         |                                                                                |         |
| 50 m                 | Mirna Jukić                                                                | 32"83   | Tamara Sambrailo                                                                                 | 33"01   | Carolin Boehm                                                                  | 33"09   |
| 100 m                | Mirna Jukić                                                                | 1'10"23 | Lisa Schoelhammer                                                                                | 1'10"90 | Tamara Sambrailo                                                               | 1'11"84 |
| 200 m                | Mirna Jukić                                                                | 2'28"41 | Diana Remenyi                                                                                    | 2'31"33 | Lisa Schoelhammer                                                              | 2'31"78 |
| Farfalla             |                                                                            |         |                                                                                                  |         |                                                                                |         |
| 50 m                 | Cristina Maccagnola                                                        | 27"26   | Inge Dekker                                                                                      | 27"99   | Catherine Friedrich                                                            | 28"43   |
| 100 m                | Cristina Maccagnola                                                        | 1'01"07 | Catherine Friedrich                                                                              | 1'01"65 | Sara Oliveira                                                                  | 1'02"66 |
| 200 m                | Éva Risztov                                                                | 2'13"91 | Vesna Stojanovska                                                                                | 2'16"91 | Cristina Malagamba                                                             | 2'17"22 |
| Misti                |                                                                            |         |                                                                                                  |         |                                                                                |         |
| 200 m                | Éva Risztov                                                                | 2'17"82 | Katalin Molnár                                                                                   | 2'18"80 | Sophie De Ronchi                                                               | 2'19"33 |
| 400 m                | Diana Remenyi                                                              | 4'48"51 | Katalin Molnár                                                                                   | 4'51"67 | Julia Preston                                                                  | 4'51"80 |
| Staffette            |                                                                            |         |                                                                                                  |         |                                                                                |         |
| 4x100 m stile libero | GermaniaSonja Schöber Catrin Wandzik Laura Hohmann Tanja Hachmann-Thiessen | 3'50"42 | SpagnaMaria Fuster Martinez Esther Bosch Gras Eunate Alcantarilla Garro Melissa Caballero Ayasse | 3'54"41 | RussiaDinara Mingajdinova Daria Belyakina Polina Chornikova Ekaterina Nasyrova | 3'54"47 |
| 4x200 m stile libero | UngheriaViktoria Molnár Krisztina Lipcsei Katalin Molnár Éva Risztov       | 8'19"19 | RussiaDaria Belyakina Dinara Mingajdinova Polina Chornikova Ekaterina Nasyrova                   | 8'20"91 | GermaniaJanina Lorenz Natascha Kraus Silke Nowotzin Tanja Hachmann-Thiessen    | 8'21"45 |
| 4x100 m misti        | GermaniaJulia Baum Lisa Schoelhammer Catherine Friedrich Catrin Wandzik    | 4'14"29 | UngheriaAndrea Palmai Diana Remenyi Éva Risztov Viktoria Molnár                                  | 4'16"86 | SveziaIda Boerjesson Caroline Drab Gabriella Fagundez Ida Marko-Varga          | 4'19"21 |

### Tuffi
| Evento                         | Oro                                     | Punti  | Argento                            | Punti  | Bronzo                            | Punti  |
| Uomini - categoria "A"         |                                         |        |                                    |        |                                   |        |
| trampolino 1 m                 | Jurij Shlyakhov                         | 486,55 | Cristopher Sacchin                 | 465,30 | Dimitry Starodubtsev              | 427,45 |
| trampolino 3 m                 | Jurij Shlyakhov                         | 502,15 | Cristopher Sacchin                 | 464,55 | Vitali Sergeev                    | 450,15 |
| piattaforma                    | Dmitri Dobroskok                        | 516,90 | Norman Becker                      | 468,10 | Mark Shyshylov                    | 445,30 |
| sincro 3 m categorie "A" e "B" | Jurij Shlyakhov Gennadyi Kutsenko       | 267,59 | Michele Benedetti Emanuele Marini  | 258,03 | Alexandros Spirou Argiris Varalis | 254,85 |
| Ragazzi - categoria "B"        |                                         |        |                                    |        |                                   |        |
| trampolino 1 m                 | Oleg Aleksandrovič Vikulov              | 314,05 | Sergei Nazin                       | 310,45 | Grzegorz Szczepek                 | 305,85 |
| trampolino 3 m                 | Oleg Aleksandrovič Vikulov              | 366,20 | Konstantin Meliyaev                | 357,90 | Francesco Dell'Uomo               | 347,10 |
| piattaforma                    | Francesco Dell'Uomo                     | 318,65 | Gabrio Mauri                       | 316,15 | Sotiris Trakas                    | 313,40 |
| Donne - categoria "A"          |                                         |        |                                    |        |                                   |        |
| trampolino 1 m                 | Katja Dieckow                           | 379,65 | Maria Marconi                      | 378,95 | Tania Cagnotto                    | 366,30 |
| trampolino 3 m                 | Tania Cagnotto                          | 422,70 | Anastasia Podzniakova              | 407,30 | Nóra Barta                        | 403,75 |
| piattaforma                    | Anna Kiess                              | 382.85 | Tania Cagnotto                     | 382,75 | Valentina Marocchi                | 372,15 |
| sincro 3 m categorie "A" e "B" | Nastassia Salivonchik Daria Polayuskaya | 247,68 | Eleni Hatzimitrou Ntina Georgiatou | 229,59 | Stacie Powell Sarah Soo           | 226,50 |
| Ragazze - categoria "B"        |                                         |        |                                    |        |                                   |        |
| trampolino 1 m                 | Olena Fedorova                          | 326,30 | Nadežda Bažina                     | 311,55 | Clemence Monnery                  | 307,95 |
| trampolino 3 m                 | Nadežda Bažina                          | 346,10 | Paola Garofoli                     | 340,00 | Olena Fedorova                    | 339,15 |
| piattaforma                    | Viktoria Suprunova                      | 294,5  | Katarina Heinke                    | 288,45 | Annapaola Tocchio                 | 283,95 |

## Medagliere
- Nuoto

| Posizione | Paese         | Oro | Argento | Bronzo | Totale |
| --------- | ------------- | --- | ------- | ------ | ------ |
| 1         | Ungheria      | 9   | 6       | 0      | 15     |
| 2         | Russia        | 4   | 5       | 7      | 16     |
| 3         | Germania      | 3   | 4       | 8      | 15     |
| 4         | Grecia        | 3   | 0       | 3      | 6      |
| 5=        | Austria       | 3   | 0       | 0      | 3      |
| 5=        | Bielorussia   | 3   | 0       | 0      | 3      |
| 5=        | Croazia       | 3   | 0       | 0      | 3      |
| 8         | Francia       | 2   | 5       | 2      | 9      |
| 9         | Paesi Bassi   | 2   | 4       | 1      | 7      |
| 10        | Italia        | 2   | 0       | 2      | 4      |
| 11        | Gran Bretagna | 2   | 0       | 1      | 3      |
| 12        | Jugoslavia    | 1   | 1       | 0      | 2      |
| 13        | Danimarca     | 1   | 0       | 1      | 2      |
| 14        | Ucraina       | 0   | 5       | 4      | 9      |
| 15        | Spagna        | 0   | 3       | 0      | 3      |
| 16        | Slovenia      | 0   | 2       | 2      | 4      |
| 17        | Polonia       | 0   | 2       | 0      | 2      |
| 18        | Romania       | 0   | 1       | 1      | 2      |
| 19=       | Rep. Ceca     | 0   | 0       | 1      | 1      |
| 19=       | Estonia       | 0   | 0       | 1      | 1      |
| 19=       | Islanda       | 0   | 0       | 1      | 1      |
| 19=       | Portogallo    | 0   | 0       | 1      | 1      |
| 19=       | Svezia        | 0   | 0       | 1      | 1      |
| 19=       | Svizzera      | 0   | 0       | 1      | 1      |
| totale    |               | 38  | 38      | 38     | 114    |

- Tuffi

| Posizione | Paese         | Oro | Argento | Bronzo | Totale |
| --------- | ------------- | --- | ------- | ------ | ------ |
| 1         | Ucraina       | 5   | 1       | 2      | 8      |
| 2         | Russia        | 4   | 3       | 1      | 8      |
| 3         | Italia        | 2   | 7       | 4      | 13     |
| 4         | Germania      | 2   | 2       | 0      | 4      |
| 5=        | Bielorussia   | 1   | 0       | 1      | 2      |
| 6         | Grecia        | 0   | 1       | 2      | 3      |
| 7=        | Polonia       | 0   | 0       | 1      | 1      |
| 7=        | Ungheria      | 0   | 0       | 1      | 1      |
| 7=        | Gran Bretagna | 0   | 0       | 1      | 1      |
| 7=        | Francia       | 0   | 0       | 1      | 1      |
| totale    |               | 14  | 14      | 14     | 42     |